# Ivan Bugli
Ivan Bugli (ur. 24 lipca 1978 w Genui) – sanmaryński piłkarz włoskiego pochodzenia występujący na pozycji pomocnika w GS Granarolo, reprezentant San Marino w latach 2000–2001.

## Kariera klubowa
Pod koniec lat 90. XX wieku był zawodnikiem włoskiego klubu US Rivarolese 1919, z którym rywalizował na poziomie Promozione Liguria i Prima Categoria Liguria. W latach 2000–2005 występował w SS San Giovanni (Campionato Sammarinese). Dzięki zezwalającym na to przepisom FSGC, będąc zarejestrowanym jako gracz tego klubu, w latach 2000–2002 grał jednocześnie we włoskim ASD Corniglianese 1919 (Promozione Liguria). W latach 2010–2017 występował na poziomie Seconda Categoria Genova jako zawodnik kolejno: AS Multedo 1930, Arci F. Merlino E 8 Marzo oraz ASD Campi. W sezonie 2015/16 awansował z ASD Campi do Prima Categoria Liguria, z której spadł po roku, po czym opuścił zespół. Latem 2017 roku został piłkarzem reaktywowanego ASD Campi Corniglianese, gdzie rywalizował przez rok w Seconda Categoria Genova. Na początku 2018 roku został graczem GS Granarolo (Terza Categoria Genova).

## Kariera reprezentacyjna
15 listopada 2000 zadebiutował w reprezentacji San Marino w przegranym 0:1 meczu przeciwko Łotwie w eliminacjach Mistrzostw Świata 2002. W spotkaniu tym pojawił się na boisku w 72. minucie, zastępując Pierangelo Manzaroliego. 25 kwietnia 2001 zagrał w meczu rewanżowym z Łotwą w Rydze, zakończonym remisem 1:1. Było to pierwsze w historii wyjazdowe spotkanie San Marino bez porażki i jednocześnie pierwszy punkt w meczach kwalifikacyjnych zdobyty poza własnym terenem. Ogółem w latach 2000-2001 Bugli zanotował w drużynie narodowej 5 występów, nie zdobył żadnej bramki.

## Życie prywatne
Jest synem pochodzących z Genui Włochów. Obywatelstwo San Marino otrzymał dzięki pochodzeniu jednego z przodków. Jego ojciec Mario i brat Igor są byłymi piłkarzami amatorskimi i trenerami; obaj pracowali jako trenerzy grup juniorskich w Genoa CFC.